# Ngata (peuple)
Pour les articles homonymes, voir Ngata.

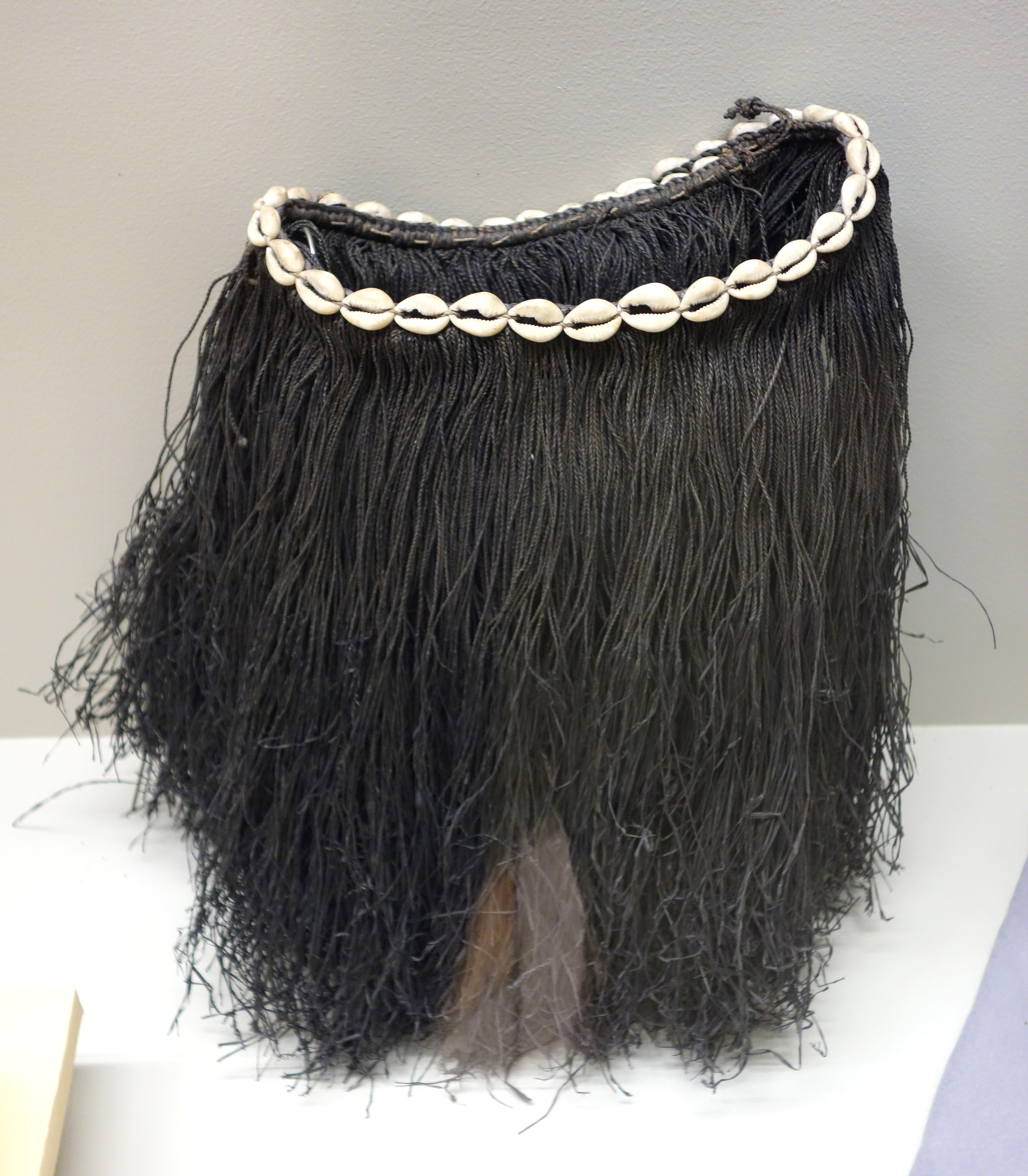
Jupe de l'ethnie Ngata.

Les Ngata sont une population bantoue d'Afrique centrale établie en République démocratique du Congo.

## Ethnonymie
Selon les sources et le contexte, on observe quelques variantes : Ngatas, Wangata.